# آیتاچ آرمان
آیتاچ آرمان (ترکی استانبولی: Aytaç Arman؛ زادهٔ ۲۲ ژوئن ۱۹۴۹ - درگذشته ۲۶ فوریهٔ ۲۰۱۹) هنرپیشه اهل ترکیه بود که از سال ۱۹۷۱ تا ۲۰۱۴ در بیش از ۴۲ فیلم حضور داشت.